# Johannes Ringgaard-Christensen
Johannes Ringgaard-Christensen (født 23. oktober 1917 i Skyum) er en tidligere landsretssagfører, politiker og borgmester i Viborg Kommune fra 1970-1972.

## Historie
I 1938 blev han student fra Rønde Gymnasium, og begyndte derefter at læse teologi i ét år, og skiftede derefter til jura, og i 1947 blev han uddannet jurist.